# Luc Courchesne

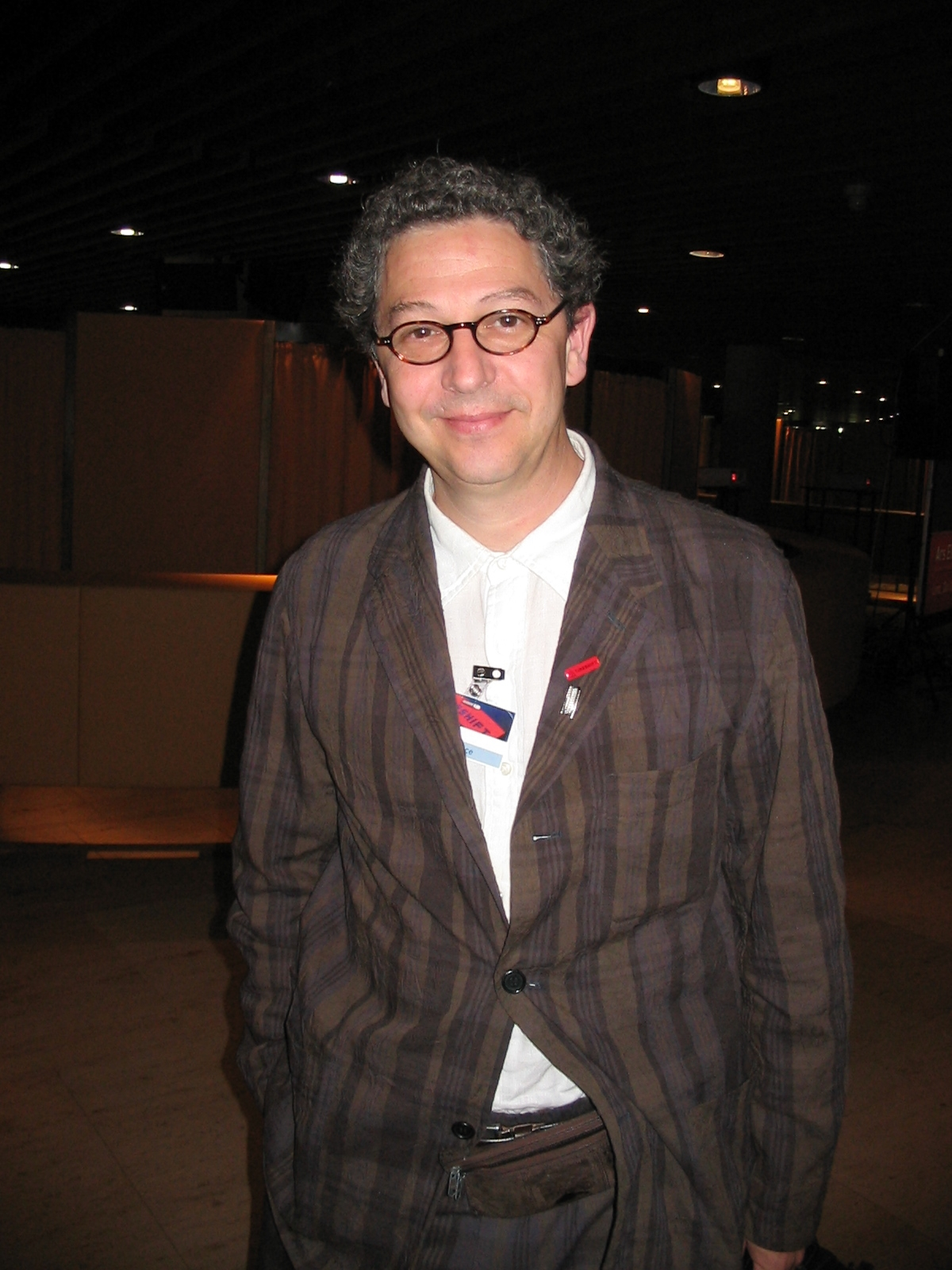
Luc Courchesne auf der Ars Electronica

Luc Courchesne (* 1952 in Saint-Léonard-d’Aston, Québec, Kanada) ist ein kanadischer Künstler im Bereich Medienkunst. Seit den frühen 1980er Jahren setzt er sich mit Interaktivität auseinander. Multimedia sollte Einzug in die Museen halten. Er experimentierte dabei mit der Lichtführung, Fotografie, Filmkunst und Video. Später konzentrierte er sich auf die Darstellung von Porträts und die Zusammenhänge von Mimik, Gestik, und Sprache. Er versucht dabei immer, die Besucher in seine Installationen einzubeziehen.
Courchesne beendete 1974 sein Studium im Fachbereich Kommunikationsdesign am Nova Scotia College of Art and Design in Halifax und machte 1984 seinen Master of Science in Visueller Kommunikation am Massachusetts Institute of Technology (M.I.T.) in Cambridge, USA. 1986 wurde er Professor für Industriedesign an der Universität Montreal. Seit 2005 ist er Rektor der École de Design ebenda.
1996 gründete er die Gesellschaft für Technologische Künste (Société des Arts Technologiques) in Montréal.
1997 bekam er den Gran Pix der ICC Biennale in Tokio und 1999 wurde er mit einer Auszeichnung des Prix Ars Electronica für „Landscape One“ geehrt. Er lebt und arbeitet derzeit in Montreal. Luc Courchesne wird von der Galerie Pierre-François Oullette vertreten.